# 유니버설리조트역
유니버설리조트역(중국어: 环球度假区站)은 베이징시 퉁저우구 원징 가도 다가오리좡 마을 유니버설 베이징 리조트에 위치한 베이징 지하철 7호선과 베이징 지하철 바퉁선의 환승역이다. 두 노선 모두 2021년 8월 26일에 시·종착역으로써 개통되었다.

## 역명
이 역은 베이징 유니버설 테마파크 및 리조트 프로젝트의 남동쪽 녹지 공간에 있는 퉁저우구 좡자완촌 다가오리좡 마을에 위치하고 있으며 동서 방향으로 배치되어 있다. 베이징 유니버설리조트의 이름을 따서 제정되었다.

## 역 구조

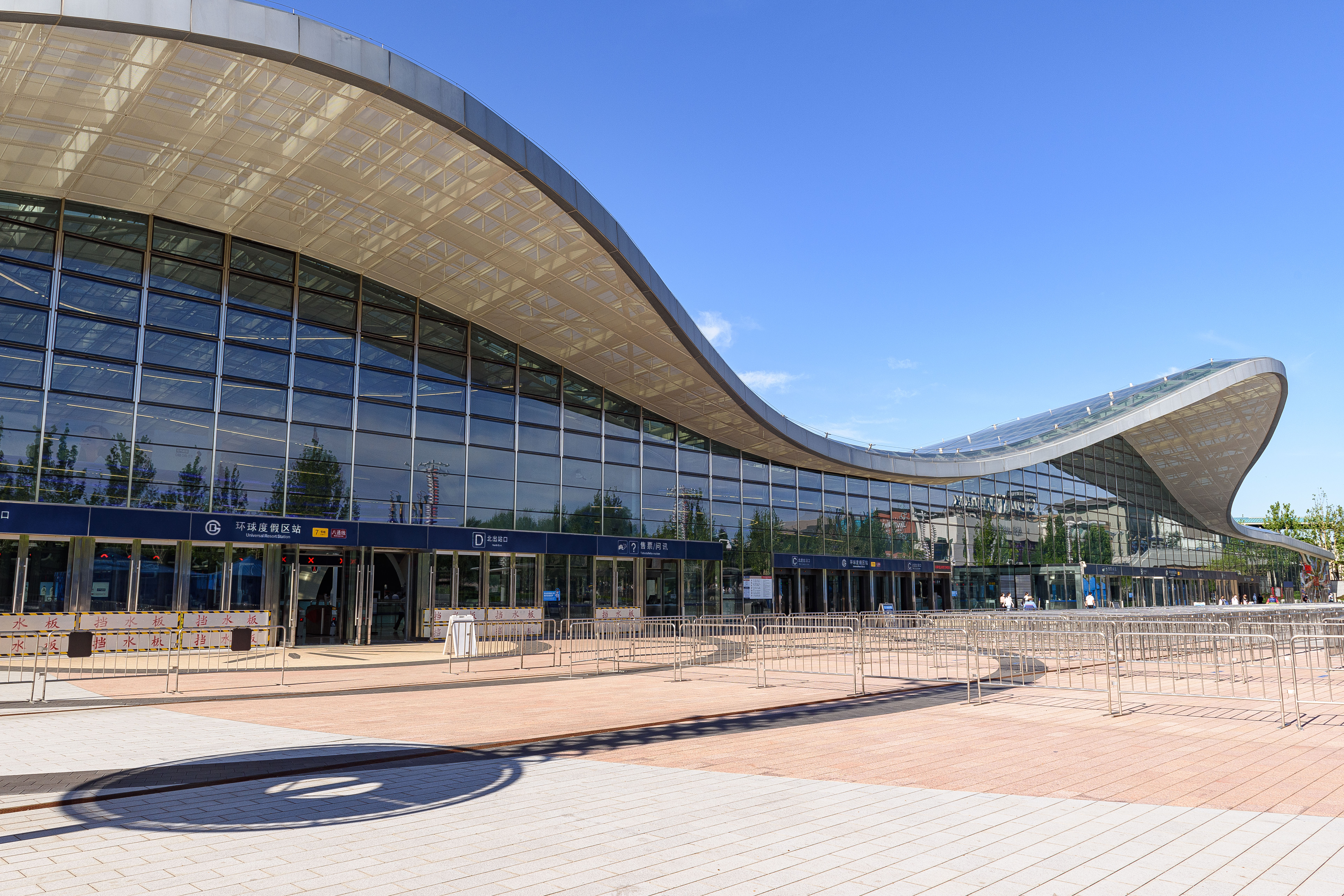
역사
(2022년 7월 촬영)

이 역은 1층인 대합실과 지하 1층인 승강장만 구성된 2개의 층으로 이루어져 있으며 총 건축 면적은 47,184㎡이다. 인근에는 베이징 유니버설리조트가 있으며, 지하 1층에 남쪽에 7호선 승강장, 북쪽에 바퉁선 승강장이 있고 남쪽과 승강장이 연결된 구조이다. 역의 전체 길이는 347.8m이고 폭은 61.7m이다.

### 층별 구조
| 지면       | 대합실                          | 티켓 발매기, 고객 서비스 센터, 보안 검색 시설 |
| 지하 1층 · | →                               | ■ 바퉁선 하차 전용 승강장                     |
| 지하 1층 · | 섬식 승강장, 왼쪽 출입문이 열림 |                                               |
| 지하 1층 · | ←                               | ■ 바퉁선 핑궈위안 방면 (1호선) (화좡)         |
| 지하 1층 · | ←                               | ■ 7호선 베이징 서 방면 (화좡)                 |
| 지하 1층 · | 섬식 승강장, 왼쪽 출입문이 열림 |                                               |
| 지하 1층 · | →                               | ■ 7호선 하차 전용 승강장                      |

### 대합실

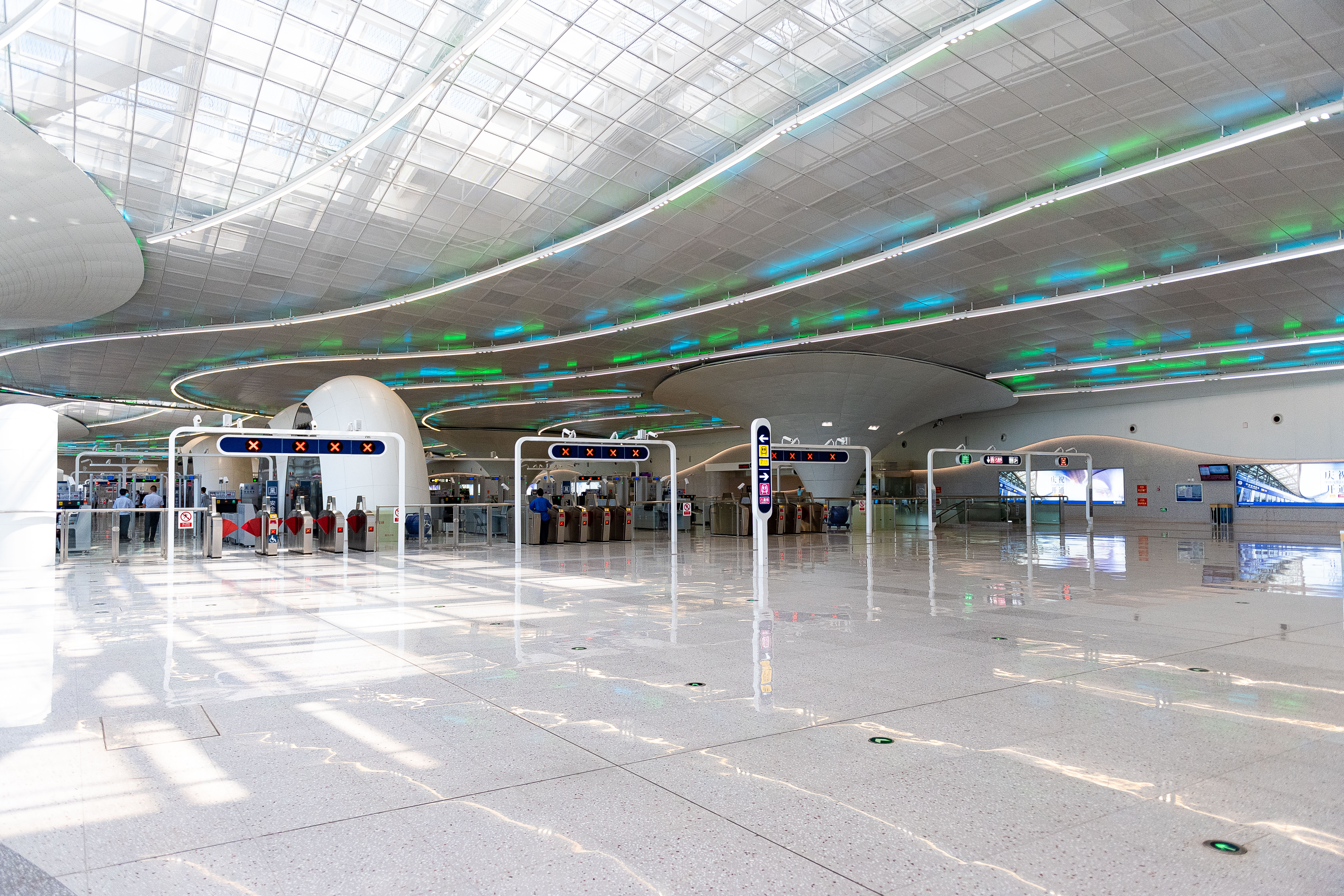
대합실

유니버설리조트역의 대합실은 야외 리조트 선큰 플라자와 같은 평면에 있으며, 8개의 우산 모양 기둥이 지탱하고 있다. 48개의 출입문이 배치되어 있으며, 대합실 중앙에 있는 여러 개의 반원형 나침반 상자에 계층화된 에어컨, 소방 및 장비 파이프라인이 모두 숨겨져 있는 구조로 만들어져 있다.

### 승강장
유니버설리조트역은 2개의 섬식 승강장으로 설계되어 북쪽 승강장은 7호선, 남쪽 승강장은 바퉁선이 사용한다. 유효폭이 16m이며, 역으로 이어지는 직선 계단이 있다.

## 출구
유니버설리조트역에는 4개의 보안 출입구와 6개의 출입구가 있으며, 그 중 A ~ E 출구는 북쪽에 있고 F 출구는 남쪽에 있다. B, C, D 출구에서 베이징 유니버설 시티 애비뉴 입구 보안 검색대까지는 도보로 7분 정도 소요된다.
|                              |                     |                                       |      |             |
|                              |                     |                                       |      |             |
| 출구                         | 지시                | 출구 인근                             | 사진 | 무장애 시설 |
| ■ 7호선 ■ 바퉁선 역사와 연결 |                     |                                       |      |             |
| 出口 · A                     |                     | 출입구(进站口)                        |      |             |
| 出口 · B                     | 성시 대도(城市大道) | 베이징 유니버설리조트(北京环球度假区) |      |             |
| 出口 · C                     | 성시 대도(城市大道) | 베이징 유니버설리조트(北京环球度假区) |      |             |
| 出口 · D                     | 성시 대도(城市大道) | 베이징 유니버설리조트(北京环球度假区) |      |             |
| 出口 · E                     |                     | 출입구(进站口)                        |      |             |
| 出口 · F                     | 환구 대도(环球大道) | 남광장(南广场)                        |      |             |
| 아이콘 설명: 같은 층에 위치  |                     |                                       |      |             |